# شيجيو يايجاشي
شيجيو يايجاشي ولد 24 مارس 1933 - وتوفى 2 مايو 2011 هو لاعب كرة قدم ياباني. حصل على الميدالية البرونزية في منافسات الفرق في دورة الألعاب الأولمبية الصيفية عام 1968.

## روابط خارجية
1. ↑  "Shigeo Yaegashi Biography and Statistics". Sports Reference. مؤرشف من الأصل في 2018-05-27. اطلع عليه بتاريخ 2009-10-27.
2. ↑  "八重樫茂生 (Shigeo Yaegashi)" (باليابانية). Footballjapan.jp. Archived from the original on 2016-07-31. Retrieved 2010-10-05.

- شيجيو يايجاشي على موقع الاتحاد الدولي (مؤرشف)  (الإنجليزية)
- شيجيو يايجاشي على موقع قاعدة بيانات كرة القدم.إي يو (الإنجليزية)
- شيجيو يايجاشي على موقع ناشيونال فوتبول تيمز (الإنجليزية)
- شيجيو يايجاشي على موقع عالم كرة القدم.نت (الإنجليزية)
- شيجيو يايجاشي على موقع اللجنة الأولمبية الدولية (الإنجليزية)
- شيجيو يايجاشي على موقع أوليمبيديا (الإنجليزية)